# Kreml zarajski
Kreml zarajski (ros. Зарайский кремль) – kreml założony w pierwszej połowie XVI w. w Zarajsku przez wielkiego księcia moskiewskiego Wasyla III, obecnie zabytek i muzeum.
Budowany na rozkaz księcia Wasyla III w okresie 1528–1531. Zdobyty przez wojska Aleksandra Lisowskiego na początku XVII w., z tej kampanii zachował się na terenie kremla ziemny kurhan usypany nad zwłokami poległych Rosjan. Oprócz tego znajdują się tu dobrze zachowane kamienno-ceglane mury obronne i baszty kremla, a także dwa sobory wzniesione z kamienia: św. Mikołaja z 1681 r. i św. Jana Chrzciciela z 1904 r.. Współcześnie na kremlu działa państwowe muzeum „Zarajski kreml” eksponujące m.in. zbiory malarstwa rosyjskiego, europejskiego, chińskiego i japońskiego oraz kolekcje mebli, porcelany, tkanin. Na obszarze kremla odkryto pozostałości górnopaleolitycznego stanowiska datowanego na 22 tys. lat, skąd pozyskano do miejscowego muzeum liczne artefakty.